# رامان هوي
رامان هوي (بالصينية: 許誠毅) هو مخرج صيني، ولد في 1963 في هونغ كونغ في الصين.

## وصلات خارجية
- رامان هوي على موقع IMDb (الإنجليزية)
- رامان هوي على موقع ألو سيني (الفرنسية)
- رامان هوي على موقع أول موفي (الإنجليزية)
- رامان هوي على موقع قاعدة بيانات الأفلام السويدية (السويدية)
- رامان هوي على موقع قاعدة بيانات الفيلم (الإنجليزية)
- رامان هوي على موقع كينوبويسك (الروسية)